# Anita 1975
Anita 1975 — студийный альбом американской певицы Аниты О’Дэй. Хотя альбом был записан в Соединённых Штатах, он был выпущен в 1975 году только в Японии на лейбле Trio Records, а на родине певицы — лишь в 1994 году на лейбле Evidence и под названием I Get a Kick Out of You. Также переиздавался под названием A Song for You.
В 1970-е годы О’Дэй только-только возвращалась на сцену после нескольких лет борьбы с алкогольной и наркотической зависимостью, и это была одна из первых её полноформатных студийных записей. Для альбома певица выбрала по паре песен из каждого десятилетия (с 1920-х по 70-е), включая номинированную на «Оскар» «What Are You Doing the Rest of Your Life?» и бестселлер «A Song for You» Леона Рассела.

## Отзывы критиков
| Оценки критиков                            | Оценки критиков |
| Источник                                   | Оценка          |
| ------------------------------------------ | --------------- |
| AllMusic                                   | [ 4 ]           |
| Encyclopedia of Popular Music              | [ 5 ]           |
| MusicHound Jazz: The Essential Album Guide | [ 6 ]           |
| The Rolling Stone Jazz & Blues Album Guide | [ 7 ]           |

В своей рецензии для AllMusic Скотт Яноу назвал этот альбом одним из лучших у О’Дэй за десятилетие.

## Список композиций
1. «A Song for You» (Леон Расселл) — 3:02
2. «Undecided» (Сидни Робин, Чарли Шейверс) — 4:14
3. «What Are You Doing the Rest of Your Life?» (Алан Бергман, Мэрилин Бергман, Мишель Легран) — 6:11
4. «Exactly Like You» (Джо Берк, Дороти Филдс, Джимми Макхью) — 4:14
5. «When Sunny Gets Blue» (Марвин Фишер, Джек Сигал) — 6:08
6. «I Get a Kick Out of You» (Коул Портер) — 4:21
7. «It Had to Be You» (Ишем Джонс, Гас Кан) — 3:53
8. «Opus One» (Сай Оливер) — 2:57
9. «Gone With the Wind» (Герберт Мэджидсон, Элли Врубель) — 10:52

## Участники записи
- Бас-гитара — Джордж Морроу
- Вокал — Анита О’Дэй
- Звукорежиссёр — Пол Элмор
- Ударные — Джон Пул
- Фортепиано — Роннелл Брайт
- Язычковые — Дон Раффелл